# Первая карлистская война
Первая карлистская война (исп. Primera Guerra Carlista) — гражданская война в Испании с 1833 по 1839 год.

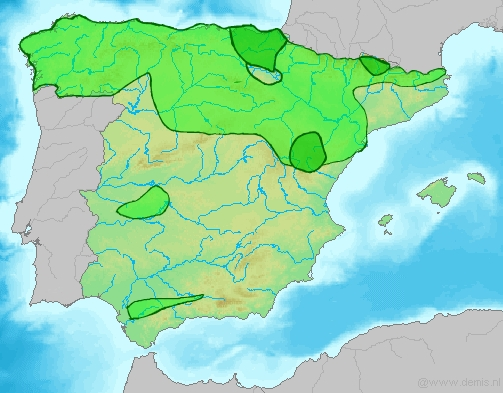
Зоны, контролируемые карлистами (тёмно-зелёный) и районы, в которых их поддерживало население (светло-зелёный)

## Предыстория и причины
В 1713 году Филипп V, первый король Испании из дома Бурбонов, желая предотвратить возможность возвращения трона Габсбургам, провозгласил в стране Салический закон, который объявлял незаконным наследование испанской короны женщинами. Его правнук, король Фердинанд VII, имел только двух дочерей — Изабеллу и Луису Фернанду. Чтобы иметь возможность передать престол Изабелле, он принял 10 июня 1830 года так называемую Прагматическую санкцию, восстанавливающую традиционную испанскую систему престолонаследования. В случае если бы санкция не была принята, престол должен был наследовать брат короля, инфант дон Карлос Старший. Он и его сторонники, такие как секретарь юстиции Франсиско Тадео Каломарде, требовали от короля изменить решение. Однако больной Фердинанд не уступил, и когда он умер 29 сентября 1833 года, трёхлетняя Изабелла стала законной королевой, а её мать Мария Кристина Бурбон-Сицилийская — регентшей.
Однако существовала сильная абсолютистская партия, которая не желала терять своё положение. Её члены, зная, что Мария Кристина и Изабелла собираются проводить либеральные реформы, искали другого кандидата на трон, и их естественный выбор, обосновываемый салическим законом, остановился на доне Карлосе. По словам историка Брэдли Смита, «первая карлистская война велась не на основе юридического требования дона Карлоса, но потому, что необузданная, сплочённая группа испанцев одобрила возвращение к своего рода абсолютной монархии, которая, как они чувствовали, защитит их индивидуальные свободы (fueros), их региональную индивидуальность и их религиозный консерватизм». 

### Положение автономий
Автономии Арагона, Валенсии и Каталонии были отменены в XVIII веке декретами Нуэва-Планта, создавшими централизованное испанское государство. Наварра, однако, сохранила своё самоуправление до 1833 года. Негодование против потери автономии было сильно, что давало мятежникам опору в этих провинциях.
В то же время продолжалась тенденция на ограничение баскских фуэрос, а также происходило перемещение таможенных границ в Пиренеи. Начиная с 1700-х годов началось ослабление старой баскской знати и её влияния на торговлю, осуществляемого с помощью ордена иезуитов. Население провинции басков и Наварры поддерживало Карлоса по причине традиционного уважения к католической церкви. Идеологически Карлос был им гораздо ближе, баски считали, что в случае его победы форалы сохранят свою силу. Аналогично, в Каталонии и Арагоне народ видел в этой войне шанс восстановить свои форальные права, утраченные после войны за испанское наследство. Карлос, однако, никогда ничего по этому вопросу не обещал. Лозунгом восстания карлистов стал: «бог и фуэрос».

## Ход войны

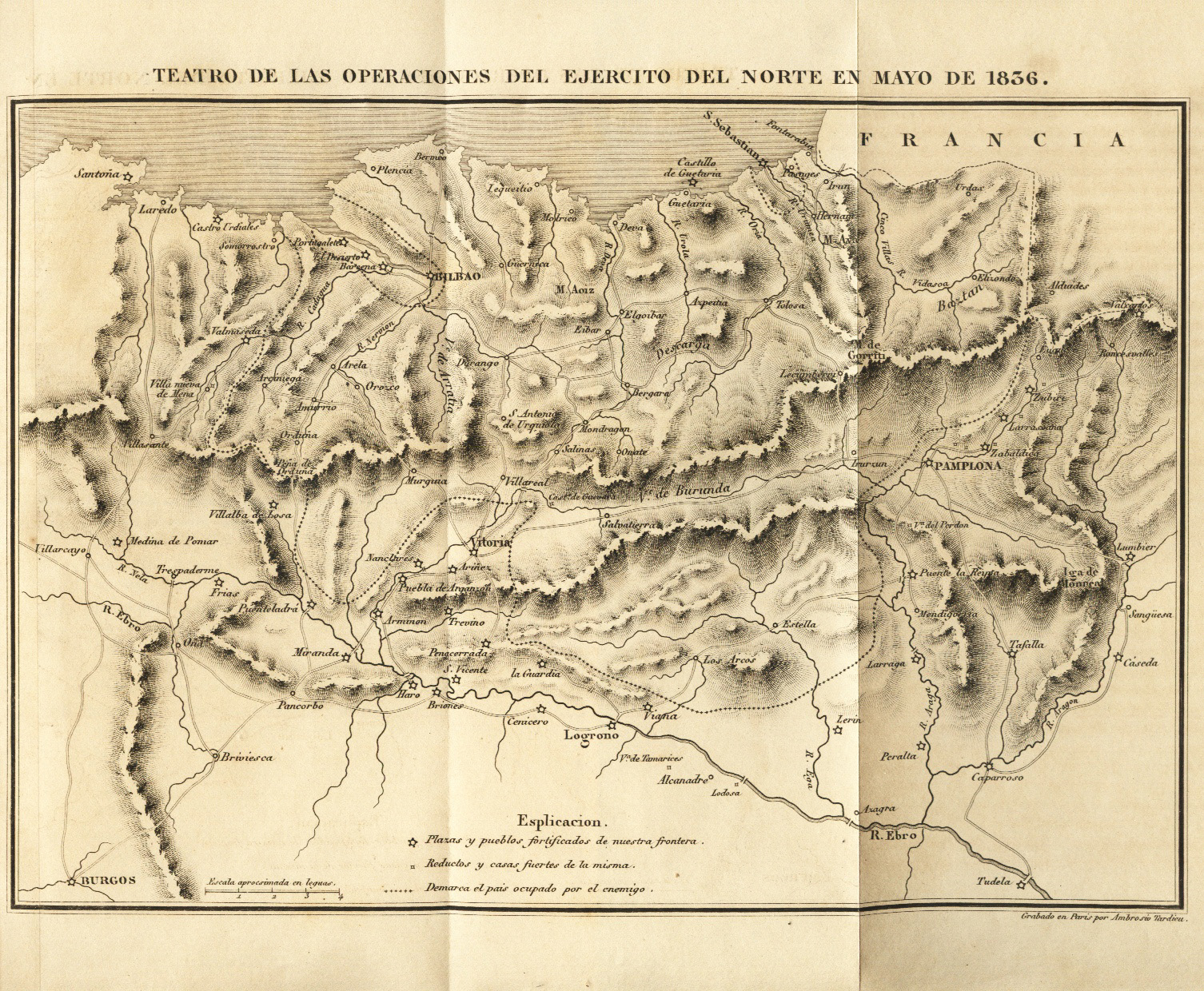
Операции армии либералов на севере страны, май 1836 года

Моментом начала войны принято считать 3 октября 1833 года (через четыре дня после смерти короля Фердинанда VII), когда в городе Талавера-де-ла-Рейна собрались сторонники традиционных, консервативных ценностей, провозгласивших Карлоса королем. Война охватила в основном провинции северной Испании — в первую очередь страну Басков, Наварру, Каталонию и Арагон — и из-за отсутствия поддержки со стороны горожан ограничивалась сельской местностью. В целом, карлисты были сильны в сельских районах и слабы в городах. Также на их стороне сражалось около 250 иностранных добровольцев: французские монархисты, португальцы-мигелисты, бельгийцы, пьемонтцы и представители германских государств. С другой стороны, либералы и умеренные, объединившиеся, чтобы защитить «новый порядок», контролировали государственный аппарат, почти всю армию и города. Мария-Христина была вынуждена, чтобы сохранить своих союзников, провозгласить в 1834 году конституцию, которая ввела парламент (кортесы) из двух палат — Сената и Национального собрания.
Силы, верные регенту Марии Кристине, были поддержаны Францией и Великобританией, которые оказали финансовую и военную помощь: было доставлено оружие, англичане отправили Вспомогательный легион под командованием генерала Джорджа де Ласи Эванса, французы задействовали Иностранный легион. Также части регулярной армии предоставила Португалия. Дона Карлоса поддержали Россия, Австрия и Пруссия, которые, однако, в конфликт не ввязались. 
Современник так охарактеризовал эту войну: «Кристиносы и карлисты, жаждущие крови друг друга, со всем жестоким пылом гражданской борьбы, вдохновляемые памятью о годах взаимных оскорблений, жестокости и ошибок. Брат против брата — отца против сына — лучший друг обернулся худшим врагом — священники против своей паствы — родня против родни».
Либералы обладали достаточной силой, чтобы выиграть войну за несколько месяцев, однако неэффективное командование и рассредоточенность правительственных сил дали Карлосу время консолидировать свои войска и продержаться почти семь лет в северных и восточных провинциях. В ходе длительной и тяжёлой войны армия из 13 000 карлистов одержала ряд важных побед на севере под командованием талантливого генерала Сумалакарреги, но правительственная армия установила линию обороны (Бильбао — Витория — долина Эбро), которую повстанцам не удалось сломать. Серьёзнейшей проблемой восставших было отсутствие средств. Рассчитывая, что в случае захвата Бильбао он сможет получить кредит в прусском или русском банке, дон Карлос осадил город. В ходе осады Сумалакарреги был ранен в ногу и скончался 24 июня 1835 года. 

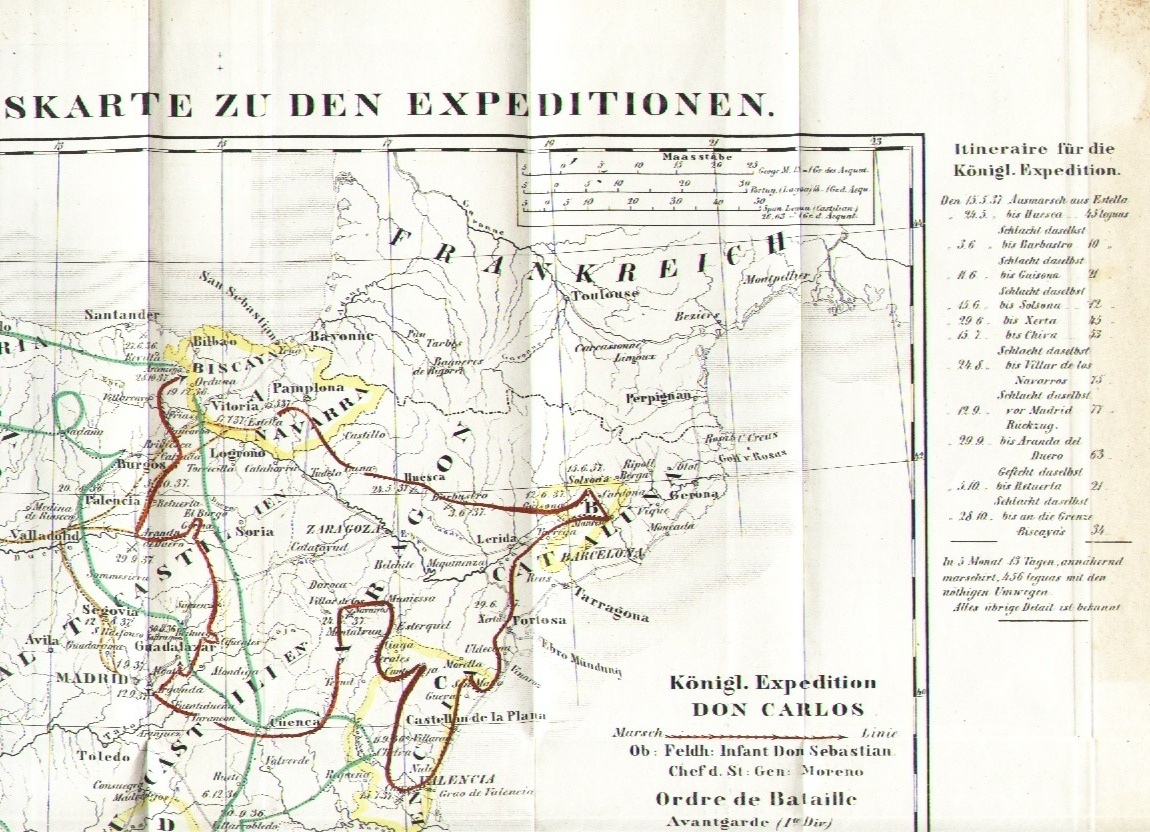
Поход дона Карлоса в 1837 году (коричневая линия).

После смерти Сумалакарреги и неудачи в захвате Бильбао карлисты пытались расширить территорию и перенесли боевые действия на другие провинции: экспедиция в южные провинции Мигеля Гомеса Дамаса в 1836 году и поход под командованием самого дона Карлоса в 1837 году, когда карлисты добились крупнейшего успеха, дойдя до стен Мадрида, однако были вынуждены отступить после сражения при Арансуэке. Но, не получив там поддержки населения, с 1838 года перешли к обороне. Правительственные войска, бывшие под командованием Бальдомеро Эспартеро, имели 100 000 солдат и определенно превосходили численно сторонников дона Карлоса, в лучшие годы привлекшего под свои знамена 32 000. 
Превосходство в силах и средствах в сочетании с жестокими действиями (включая сжигание целых деревень) позволило усмирить движение карлистов на севере Испании. Окончание войны ознаменовалось подписанием вергарского договора 31 августа 1839 года между генералом либералов Бальдомеро Эспартеро и карлистским генералом Рафаэлем Марото, командующим силами карлистов в этом районе. Это событие принято считать окончанием Первой карлистской войны, хотя в 1840 году в Каталонии ещё шли бои с последними отрядами карлистов. Сам дон Карлос, вынужденный покинуть страну, отправился во Францию.

## Результаты
В результате военных действий 1833–1840 гг. погибло около 100 000 жителей Испании. Пострадали не только северные провинции государства, которые должны были оправиться от разорения, но и центральная казна, из которой тратились немалые суммы на подавление карлистского движения, в связи с чем правительство столкнулось с финансовыми проблемами. Единственным бенефициаром оказалась армия, ставшая очень важным политическим фактором в послевоенной истории Испании. Конфликт также способствовал появлению карлизма в истории Испании, понимаемого в более широком смысле как контрреволюционное политическое движение, стремящееся восстановить традиционную католическую монархию (monarquía tradicional), представители которого принимали участие в следующих карлистских войнах и гражданской войне 1936–1939 годов.